# Thomas Sexton (Politiker, 1848)
Thomas Sexton (* 1848 in Waterford; † 1. November 1932) war ein irischer Politiker der Irish Nationalist Party und später der Irish Parliamentary Party.
Sexton wurde 1848 in Waterford geboren und besuchte die örtlichen Schulen. Im Alter von 13 Jahren begann er bei der Waterford & Limerick Railway Company, einer Eisenbahnbetrieb zu arbeiten. Sechs Jahre später wurde er für The Nation, einer wöchentlich erscheinenden Zeitung, tätig. 1880 wurde Sexton in das House of Commons gewählt und gehörte ihm bis 1896 an. Im Jahr 1887 war er High Sheriff of Dublin. Danach bekleidete er in den Jahren 1888 und 1889 für zwei aufeinanderfolgende Amtszeiten das Amt des Oberbürgermeisters von Dublin (Lord Mayor of Dublin). Von 1892 bis 1912 war er Vorsitzender des Freeman's Journal. 
Die Straße, in der sein Geburtshaus stand, wurde ihm zu Ehren in Sexton Street umbenannt.